# Ronde van Italië 2024
De 107e editie van de Ronde van Italië werd verreden van 4 tot en met 26 mei 2024. De wedstrijd startte met een heuveletappe van Venaria Reale naar Turijn en eindigde in Rome. Naast de normale klassementen werd het Intergiroklassement, voor het eerst sinds 2005 en met andere regels, weer ingevoerd.
Deze editie werd gewonnen door de Sloveen Tadej Pogačar, die nooit eerder aan de Ronde van Italië had deelgenomen. Hij schreef in totaal zes etappes op zijn naam en reed vrijwel de gehele ronde (vanaf de derde tot en met de laatste etappe) in de roze trui. Ook won hij het bergklassement. Belgisch succes was er dankzij Tim Merlier, die drie sprintetappes won (evenveel als de Italiaan Jonathan Milan, de winnaar van het puntenklassement). Olav Kooij zorgde voor een Nederlandse etappezege, terwijl Thymen Arensman net als in 2023 op de zesde plaats eindigde in het algemeen klassement.

## Deelnemers
De Girowinnaar van 2023, Primož Roglič, verscheen niet aan de start om zijn titel te verdedigen. Renners die wel deelnamen en als favorieten voor het algemeen klassement werden beschouwd waren onder anderen voormalig Girowinnaar Nairo Quintana, tweevoudig Tourwinnaar Tadej Pogačar en voormalig Tourwinnaar Geraint Thomas. Andere kanshebbers voor een hoge klassering in het algemeen klassement waren Ben O'Connor, Romain Bardet, Daniel Felipe Martínez, Damiano Caruso en Antonio Tiberi. Thymen Arensman was een Nederlandse kanshebber en Cian Uijtdebroeks een Belgische, die bovendien beiden ook konden strijden voor het jongerenklassement. Aan de ronde begon ook een sterk sprintersveld, met onder anderen Tim Merlier, Jonathan Milan, Olav Kooij, Fabio Jakobsen en Kaden Groves. Naast Pogačar maakten ook Julian Alaphilippe, Cian Uijtdebroeks, Olav Kooij en Fabio Jakobsen hun debuut in de Ronde van Italië.

## Etappe-overzicht
| Datum  | Etappe  | Start – Finish                                       | Afstand (km) | Type                | Winnaar                | Ploeg                      | Klassementsleider |
| ------ | ------- | ---------------------------------------------------- | ------------ | ------------------- | ---------------------- | -------------------------- | ----------------- |
| 4 mei  | 1       | Venaria Reale – Turijn                               | 140          | Heuvelrit           | Jhonatan Narváez       | INEOS Grenadiers           | Jhonatan Narváez  |
| 5 mei  | 2       | San Francesco al Campo – Santuario di Oropa (Biella) | 161          | Heuvelrit           | Tadej Pogačar          | UAE Team Emirates          | Tadej Pogačar     |
| 6 mei  | 3       | Novara – Fossano                                     | 166,3        | Vlakke rit          | Tim Merlier            | Soudal Quick-Step          | Tadej Pogačar     |
| 7 mei  | 4       | Acqui Terme – Andora                                 | 190          | Vlakke rit          | Jonathan Milan         | Lidl-Trek                  | Tadej Pogačar     |
| 8 mei  | 5       | Genua – Lucca                                        | 178          | Heuvelrit           | Benjamin Thomas        | Cofidis                    | Tadej Pogačar     |
| 9 mei  | 6       | Viareggio – Rapolano Terme                           | 180          | Heuvelrit           | Pelayo Sánchez         | Movistar Team              | Tadej Pogačar     |
| 10 mei | 7       | Foligno – Perugia                                    | 40,6         | Individuele tijdrit | Tadej Pogačar          | UAE Team Emirates          | Tadej Pogačar     |
| 11 mei | 8       | Spoleto – Prati di Tivo                              | 152          | Bergrit             | Tadej Pogačar          | UAE Team Emirates          | Tadej Pogačar     |
| 12 mei | 9       | Avezzano – Napels                                    | 214          | Heuvelrit           | Olav Kooij             | Visma \| Lease a Bike      | Tadej Pogačar     |
| 13 mei | Rustdag | Rustdag                                              | Rustdag      | Rustdag             | Rustdag                | Rustdag                    | Rustdag           |
| 14 mei | 10      | Pompeï – Cusano Mutri                                | 142          | Heuvelrit           | Valentin Paret-Peintre | Decathlon AG2R La Mondiale | Tadej Pogačar     |
| 15 mei | 11      | Foiano di Val Fortore – Francavilla al Mare          | 207          | Vlakke rit          | Jonathan Milan         | Lidl-Trek                  | Tadej Pogačar     |
| 16 mei | 12      | Martinsicuro – Fano                                  | 193          | Heuvelrit           | Julian Alaphilippe     | Soudal Quick-Step          | Tadej Pogačar     |
| 17 mei | 13      | Riccione – Cento                                     | 179          | Vlakke rit          | Jonathan Milan         | Lidl-Trek                  | Tadej Pogačar     |
| 18 mei | 14      | Castiglione delle Stiviere – Desenzano del Garda     | 31,2         | Individuele tijdrit | Filippo Ganna          | INEOS Grenadiers           | Tadej Pogačar     |
| 19 mei | 15      | Manerba del Garda – Livigno (Mottolino)              | 222          | Bergrit             | Tadej Pogačar          | UAE Team Emirates          | Tadej Pogačar     |
| 20 mei | Rustdag | Rustdag                                              | Rustdag      | Rustdag             | Rustdag                | Rustdag                    | Rustdag           |
| 21 mei | 16      | Livigno Laas – Santa Cristina Gherdëina              | 118,4        | Bergrit             | Tadej Pogačar          | UAE Team Emirates          | Tadej Pogačar     |
| 22 mei | 17      | Selva di Val Gardena – Passo del Brocon              | 159          | Bergrit             | Georg Steinhauser      | EF Education-EasyPost      | Tadej Pogačar     |
| 23 mei | 18      | Fiera di Primiero – Padua                            | 178          | Vlakke rit          | Tim Merlier            | Soudal Quick-Step          | Tadej Pogačar     |
| 24 mei | 19      | Mortegliano – Sappada                                | 157          | Heuvelrit           | Andrea Vendrame        | Decathlon AG2R La Mondiale | Tadej Pogačar     |
| 25 mei | 20      | Alpago – Bassano del Grappa                          | 184          | Bergrit             | Tadej Pogačar          | UAE Team Emirates          | Tadej Pogačar     |
| 26 mei | 21      | Rome – Rome                                          | 125          | Vlakke rit          | Tim Merlier            | Soudal Quick-Step          | Tadej Pogačar     |
| Totaal | Totaal  | Totaal                                               | 3.317,5 km   | 3.317,5 km          | 3.317,5 km             | 3.317,5 km                 | 3.317,5 km        |

## Klassementenverloop
| Etappe      | Winnaar                | Algemeen klassement | Puntenklassement | Bergklassement   | Jongerenklassement | Ploegenklassement          |
| 1           | Jhonatan Narváez       | Jhonatan Narváez    | Jhonatan Narváez | Lilian Calmejane | Alex Baudin        | INEOS Grenadiers           |
| 2           | Tadej Pogačar          | Tadej Pogačar       | Filippo Fiorelli | Tadej Pogačar    | Cian Uijtdebroeks  | BORA-hansgrohe             |
| 3           | Tim Merlier            | Tadej Pogačar       | Tim Merlier      | Tadej Pogačar    | Cian Uijtdebroeks  | BORA-hansgrohe             |
| 4           | Jonathan Milan         | Tadej Pogačar       | Jonathan Milan   | Tadej Pogačar    | Cian Uijtdebroeks  | INEOS Grenadiers           |
| 5           | Benjamin Thomas        | Tadej Pogačar       | Jonathan Milan   | Tadej Pogačar    | Cian Uijtdebroeks  | INEOS Grenadiers           |
| 6           | Pelayo Sánchez         | Tadej Pogačar       | Jonathan Milan   | Tadej Pogačar    | Cian Uijtdebroeks  | INEOS Grenadiers           |
| 7           | Tadej Pogačar          | Tadej Pogačar       | Jonathan Milan   | Tadej Pogačar    | Luke Plapp         | INEOS Grenadiers           |
| 8           | Tadej Pogačar          | Tadej Pogačar       | Jonathan Milan   | Tadej Pogačar    | Cian Uijtdebroeks  | Decathlon AG2R La Mondiale |
| 9           | Olav Kooij             | Tadej Pogačar       | Jonathan Milan   | Tadej Pogačar    | Cian Uijtdebroeks  | Decathlon AG2R La Mondiale |
| 10          | Valentin Paret-Peintre | Tadej Pogačar       | Jonathan Milan   | Tadej Pogačar    | Cian Uijtdebroeks  | Decathlon AG2R La Mondiale |
| 11          | Jonathan Milan         | Tadej Pogačar       | Jonathan Milan   | Tadej Pogačar    | Antonio Tiberi     | Decathlon AG2R La Mondiale |
| 12          | Julian Alaphilippe     | Tadej Pogačar       | Jonathan Milan   | Tadej Pogačar    | Antonio Tiberi     | Decathlon AG2R La Mondiale |
| 13          | Jonathan Milan         | Tadej Pogačar       | Jonathan Milan   | Tadej Pogačar    | Antonio Tiberi     | Decathlon AG2R La Mondiale |
| 14          | Filippo Ganna          | Tadej Pogačar       | Jonathan Milan   | Tadej Pogačar    | Antonio Tiberi     | INEOS Grenadiers           |
| 15          | Tadej Pogačar          | Tadej Pogačar       | Jonathan Milan   | Tadej Pogačar    | Antonio Tiberi     | INEOS Grenadiers           |
| 16          | Tadej Pogačar          | Tadej Pogačar       | Jonathan Milan   | Tadej Pogačar    | Antonio Tiberi     | Decathlon AG2R La Mondiale |
| 17          | Georg Steinhauser      | Tadej Pogačar       | Jonathan Milan   | Tadej Pogačar    | Antonio Tiberi     | Decathlon AG2R La Mondiale |
| 18          | Tim Merlier            | Tadej Pogačar       | Jonathan Milan   | Tadej Pogačar    | Antonio Tiberi     | Decathlon AG2R La Mondiale |
| 19          | Andrea Vendrame        | Tadej Pogačar       | Jonathan Milan   | Tadej Pogačar    | Antonio Tiberi     | Decathlon AG2R La Mondiale |
| 20          | Tadej Pogačar          | Tadej Pogačar       | Jonathan Milan   | Tadej Pogačar    | Antonio Tiberi     | Decathlon AG2R La Mondiale |
| 21          | Tim Merlier            | Tadej Pogačar       | Jonathan Milan   | Tadej Pogačar    | Antonio Tiberi     | Decathlon AG2R La Mondiale |
| Eindstanden | Eindstanden            | Tadej Pogačar       | Jonathan Milan   | Tadej Pogačar    | Antonio Tiberi     | Decathlon AG2R La Mondiale |

1. ↑  De puntentrui werd in de tweede etappe gedragen door Filippo Fiorelli, nummer drie in het klassement, omdat nummers 1 en 2 (Narváez en Calmejane) andere truien droegen.
2. ↑  De bergtrui werd etappe 3, 4, 9 en 10 gedragen door Daniel Martínez, in etappe 5, 6, 7 en 8 door Lilian Calmejane, in etappe 11, 12, 13, 14, 15 en 16 door Simon Geschke, in etappe 17 door Christian Scaroni, in etappe 18, 19 en 21 door Giulio Pellizzari en in etappe 20 door Georg Steinhauser, omdat zij tweede in het bergklassement waren na Pogačar.

## Eindklassementen

### Algemeen klassement
| Plaats    | Naam              | Ploeg                           | Tijd       |
| --------- | ----------------- | ------------------------------- | ---------- |
| Roze trui | Tadej Pogačar     | UAE Team Emirates               | 79u14'03"  |
| 2         | Daniel Martínez   | BORA-hansgrohe                  | + 9'56"    |
| 3         | Geraint Thomas    | INEOS Grenadiers                | + 10'24"   |
| 4         | Ben O'Connor      | Decathlon AG2R La Mondiale Team | + 12'07"   |
| 5         | Antonio Tiberi    | Bahrain-Victorious              | + 12'49"   |
| 6         | Thymen Arensman   | INEOS Grenadiers                | + 14'31"   |
| 7         | Einer Rubio       | Movistar Team                   | + 15'52"   |
| 8         | Jan Hirt          | Soudal Quick-Step               | + 18'05"   |
| 9         | Romain Bardet     | Team dsm-firmenich PostNL       | + 20'32"   |
| 10        | Michael Storer    | Tudor Pro Cycling Team          | + 21'11"   |
|           |                   |                                 |            |
| 30        | Mauri Vansevenant | Soudal Quick-Step               | + 1u47'43" |

### Nevenklassementen
| Puntenklassement |                    |                       |        |
| Plaats           | Naam               | Ploeg                 | Punten |
| Paarse trui      | Jonathan Milan     | Lidl-Trek             | 352    |
| 2                | Kaden Groves       | Alpecin-Deceuninck    | 225    |
| 3                | Tim Merlier        | Soudal Quick-Step     | 193    |
| 4                | Julian Alaphilippe | Soudal Quick-Step     | 132    |
| 5                | Tadej Pogačar      | UAE Team Emirates     | 126    |
|                  |                    |                       |        |
| 24               | Tim van Dijke      | Visma \| Lease a Bike | 44     |

| Bergklassement |                    |                               |        |
| Plaats         | Naam               | Ploeg                         | Punten |
| Blauwe trui    | Tadej Pogačar      | UAE Team Emirates             | 270    |
| 2              | Giulio Pellizzari  | VF Group-Bardiani CSF-Faizanè | 206    |
| 3              | Georg Steinhauser  | EF Education-EasyPost         | 153    |
| 4              | Nairo Quintana     | Movistar Team                 | 114    |
| 5              | Julian Alaphilippe | Soudal Quick-Step             | 101    |
|                |                    |                               |        |
| 29             | Tim van Dijke      | Visma \| Lease a Bike         | 9      |
| 30             | Jimmy Janssens     | Alpecin-Deceuninck            | 9      |

| Jongerenklassement |                        |                                 |            |
| Plaats             | Naam                   | Ploeg                           | Tijd       |
| Witte trui         | Antonio Tiberi         | Bahrain-Victorious              | 79u26'52"  |
| 2                  | Thymen Arensman        | INEOS Grenadiers                | + 1'42"    |
| 3                  | Filippo Zana           | Team Jayco AlUla                | + 11'10"   |
| 4                  | Davide Piganzoli       | Team Polti Kometa               | + 19'34"   |
| 5                  | Valentin Paret-Peintre | Decathlon AG2R La Mondiale Team | + 30'37"   |
|                    |                        |                                 |            |
| 10                 | Mauri Vansevenant      | Soudal Quick-Step               | + 1u34'54" |

| Ploegenklassement (tijd) |                                 |            |
| Plaats                   | Ploeg                           | Tijd       |
| 1                        | Decathlon AG2R La Mondiale Team | 238u30'07" |
| 2                        | INEOS Grenadiers                | + 44'23"   |
| 3                        | UAE Team Emirates               | + 1u01'50" |
| 4                        | Bahrain-Victorious              | + 1u20'25" |
| 5                        | Movistar Team                   | + 1u51'00" |
|                          |                                 |            |
| 8                        | Team dsm-firmenich PostNL       | + 2u18"50" |
| 10                       | Soudal Quick-Step               | + 2u59'42" |

1e etappe ·
2e etappe ·
3e etappe ·
4e etappe ·
5e etappe ·
6e etappe ·
7e etappe ·
8e etappe ·
9e etappe ·
10e etappe ·
11e etappe ·
12e etappe ·
13e etappe ·
14e etappe ·
15e etappe ·
16e etappe ·
17e etappe ·
18e etappe ·
19e etappe ·
20e etappe ·
21e etappe
Startlijst · Eindstanden · Afbeeldingen
 winnaars · 
roze trui · 
  puntenklassement · 
  bergklassement · 
 jongerenklassement · 
 intergiro · 
 ploegenklassement · 
 strijdlust · 
 zwarte trui
Giro d'Italia Next Gen · Giro Donne · Cima Coppi
 Belgische rozetruidragers · etappewinnaars
 Nederlandse rozetruidragers · etappewinnaars
Mannen:
1909 · 
1910 · 
1911 · 
1912 · 
1913 · 
1914 · 
1919 · 
1920 · 
1921 · 
1922 · 
1923 · 
1924 · 
1925 · 
1926 · 
1927 · 
1928 · 
1929 · 
1930 · 
1931 · 
1932 · 
1933 · 
1934 · 
1935 · 
1936 · 
1937 · 
1938 · 
1939 · 
1940 · 
1946 · 
1947 · 
1948 · 
1949 · 
1950 · 
1951 · 
1952 · 
1953 · 
1954 · 
1955 · 
1956 · 
1957 · 
1958 · 
1959 · 
1960 · 
1961 · 
1962 · 
1963 · 
1964 · 
1965 · 
1966 · 
1967 · 
1968 · 
1969 · 
1970 · 
1971 · 
1972 · 
1973 · 
1974 · 
1975 · 
1976 · 
1977 · 
1978 · 
1979 · 
1980 · 
1981 · 
1982 · 
1983 · 
1984 · 
1985 · 
1986 · 
1987 · 
1988 · 
1989 · 
1990 · 
1991 · 
1992 · 
1993 · 
1994 · 
1995 · 
1996 · 
1997 · 
1998 · 
1999 · 
2000 · 
2001 · 
2002 · 
2003 · 
2004 · 
2005 · 
2006 · 
2007 · 
2008 · 
2009 · 
2010 · 
2011 · 
2012 · 
2013 · 
2014 · 
2015 · 
2016 · 
2017 · 
2018 · 
2019 · 
2020 · 
2021 · 
2022 · 
2023 · 
2024 · 
2025
Vrouwen:
1988 · 
1989 · 
1990 · 
1991 ·
1992 ·
1993 · 
1994 · 
1995 · 
1996 · 
1997 · 
1998 · 
1999 · 
2000 · 
2001 · 
2002 · 
2003 · 
2004 · 
2005 · 
2006 · 
2007 · 
2008 · 
2009 · 
2010 · 
2011 · 
2012 ·
2013 · 
2014 ·
2015 ·
2016 ·
2017 ·
2018 ·
2019 ·
2020 ·
2021 ·
2022 ·
2023 ·
2024 ·
2025
Tour Down Under ·
Great Ocean Road Race ·
Ronde van de Verenigde Arabische Emiraten ·
Omloop Het Nieuwsblad ·
Strade Bianche ·
Parijs-Nice · 
Tirreno-Adriatico · 
Milaan-San Remo ·
Ronde van Catalonië ·
Classic Brugge-De Panne ·
E3 Saxo Classic ·
Gent-Wevelgem ·
Dwars door Vlaanderen ·
Ronde van Vlaanderen ·
Ronde van het Baskenland ·
Parijs-Roubaix ·
Amstel Gold Race ·
Waalse Pijl ·
Luik-Bastenaken-Luik ·
Ronde van Romandië ·
Eschborn-Frankfurt ·
Ronde van Italië ·
Critérium du Dauphiné ·
Ronde van Zwitserland ·
Ronde van Frankrijk ·
Clásica San Sebastián ·
Ronde van Polen ·
Bretagne Classic ·
BEMER Cyclassics ·
Renewi Tour ·
Ronde van Spanje ·
GP van Quebec ·
GP van Montreal ·
Ronde van Lombardije ·
Ronde van Guangxi